# Artegna
Artegna (Dartigne in friulano) è un comune italiano di 2 893 abitanti in Friuli-Venezia Giulia.

## Origini del nome
Pare che il nome derivi da Ara Thenae, cioè "Altare di Diana", dea della caccia degli antichi Romani.

## Storia
Il 6 maggio 1976 il comune fu devastato dal terremoto del Friuli, che provocò enormi crolli e danni.

### Simboli

Gonfalone civico

Lo stemma comunale è stato riconosciuto con decreto del capo del governo del 1º dicembre 1930.
Il gonfalone, concesso con regio decreto dell'11 dicembre 1933, è un drappo di azzurro. La bandiera è un drappo troncato di azzurro e di bianco con al centro lo stemma comunale.

## Monumenti e luoghi d'interesse

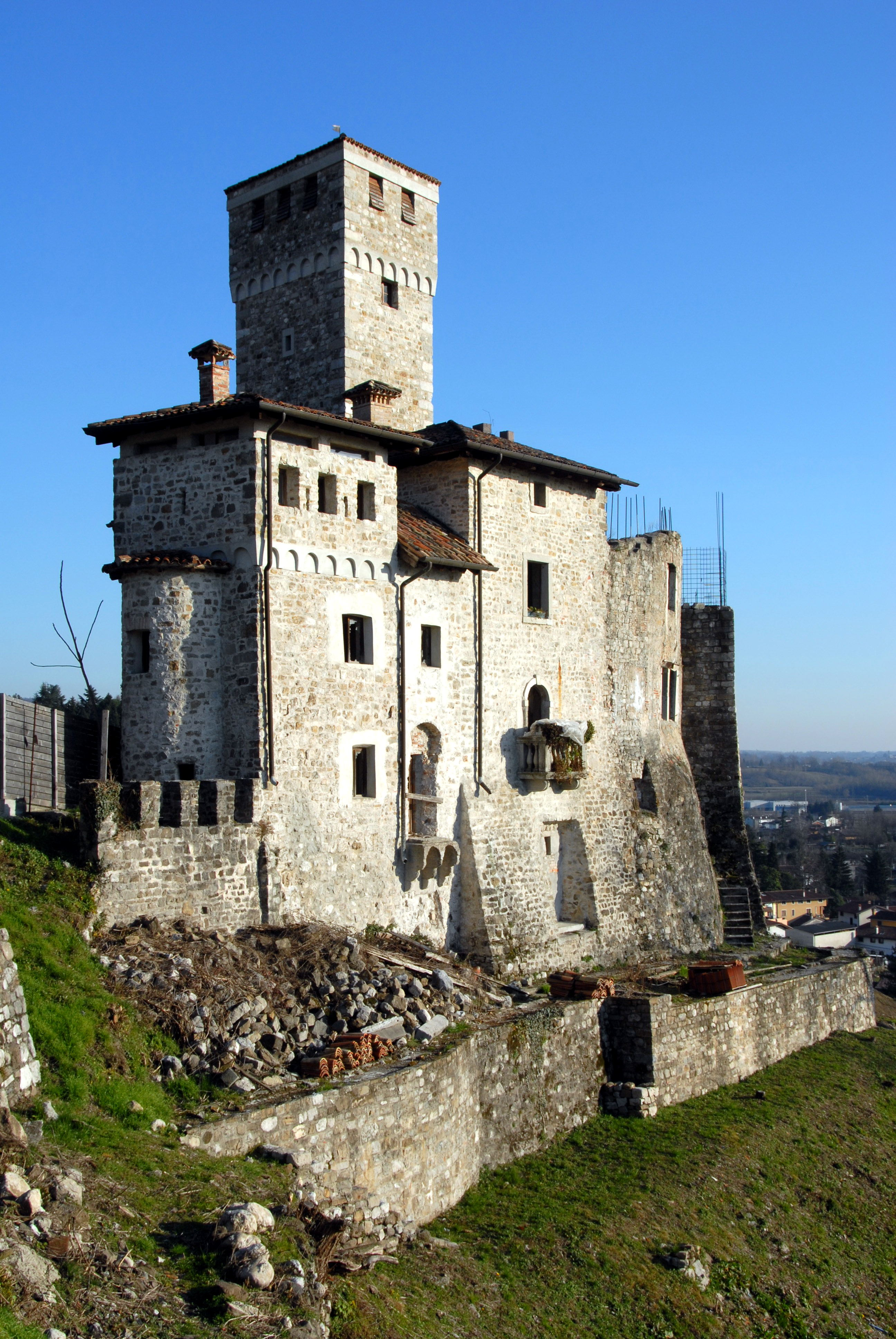
Il castello

### Il castello
Il castello, ricostruito dopo il terremoto del 1976, è quanto resta del fortilizio che fino al XIV secolo occupava la sommità del colle, cingendolo con le sue mura. Appartiene al primitivo edificio – e forse al nucleo più antico – la torre, cosiddetta "longobarda", che era posta in prossimità della porta d'ingresso. Per il resto, l'edificio ha subìto nel corso del tempo diversi rimaneggiamenti. Il castello ristrutturato da poco è visitabile.

### Il colle di San Martino
Il colle di San Martino è un complesso monumentale di cui fanno parte anche la pieve e il castello.
La grande chiesa parrocchiale, Santa Maria Nascente, risale al 1829 ed è opera di Pietro Schiavi. All'interno è decorata con affreschi di Sebastiano Santi (soffitto, 1832), Leonardo Rigo (presbiterio, 1888-1892) e Aurelio Mariani (coro, 1930). In uno degli altari laterali, è collocato un dipinto del pittore udinese Luigi Pletti, un San Domenico con notevoli arditezze cromatiche e luministiche. Sopra l'altare del SS. Crocifisso, un grande Crocifisso ligneo del XVI secolo, vicino ai modi di Giovanni Martini.

### Chiesa parrocchiale
La chiesa parrocchiale di Artegna è dedicata a Santa Maria Nascente e risale al XIX secolo.

### Chiesa di Santo Stefano
La chiesetta sorge ai piedi del monte Faet, poco al di sopra del borgo Clama, che prende il suo nome da un'antica casata di Artegna.
L'esistenza di una chiesa in Clama, intitolata a san Leonardo, è attestata da un documento del 1281 (testamento di Federico di Prampero). La prima traccia documentale della dedicazione della chiesa a santo Stefano risale al 1431.
Nel 1977, durante lavori di restauro successivi al terremoto del 1976 che colpì rovinosamente il Friuli, mentre si rimuove l'altare settecentesco, vengono rinvenute sette lastre di pietra risalenti all'Alto Medioevo, le quali probabilmente appartenevano alla chiesetta e che fanno presupporre che la fondazione dell'attuale Santo Stefano risalga almeno al periodo carolingio.

### Chiesa di San Martino
La chiesa, nelle sue forme attuali, risale al XVI secolo, a quando, cioè, gli arteniesi la ripararono dopo che il terremoto del 1511 l'ebbe rovinata.

## Società

### Evoluzione demografica
Abitanti censiti

Tra gli stranieri maggiormente presenti nel comune ci sono: albanesi, serbi, croati, kosovari, romeni, filippini e ucraini.

### Lingue e dialetti
Ad Artegna, accanto alla lingua italiana, la popolazione utilizza la lingua friulana. Ai sensi della Deliberazione n. 2680 del 3 agosto 2001 della Giunta della Regione Autonoma Friuli-Venezia Giulia, il Comune è inserito nell'ambito territoriale di tutela della lingua friulana ai fini della applicazione della legge 482/99, della legge regionale 15/96 e della legge regionale 29/2007.
La lingua friulana che si parla ad Artegna rientra fra le varianti appartenenti al friulano centro-orientale.

## Economia

### Artigianato
Per quanto riguarda l'artigianato, Artegna è soprattutto rinomata per la produzione di ceramiche e di terrecotte.